# Torneo Clausura 2004 Primera División 'A'
El Torneo Clausura 2004 representó la segunda vuelta del ciclo futbolístico 2003-2004 en la Primera División A, fue el décimo sexto torneo corto y parte de la decimosexta temporada de la división de ascenso de México. Se celebró entre los meses de enero y junio de 2004.
En esta temporada se dieron tres cambios de equipos respecto al Apertura 2003. El primer caso fue la mudanza del Club Zacatepec a la ciudad de Xochitepec, la cual vino acompañada del cambio de identidad por la de Leones de Morelos, la decisión fue tomada tras unos incidentes violentos acontecidos en la semifinal del torneo anterior, y por la falta de apoyo de la afición local, que según la directiva no fue la adecuada para el desempeño del equipo, lo que representó la desaparición de la franquicia original de los Cañeros, la cual contaba con más de 50 años de existencia.
Por otro lado, el equipo de Trotamundos de Tijuana se trasladó a la ciudad de Salamanca para revivir al conjunto de los Petroleros de Salamanca, además el Inter Riviera Maya cambió de denominación y sede al pasar a ser llamados Azucareros de Córdoba, sin embargo, el club jugó la mayoría de sus juegos en el Centro de Alto Rendimiento de la Ciudad de México.
Durante el desarrollo del torneo dos clubes tuvieron un cambio de sede: el Tapatío pasó de jugar en el Estadio Anacleto Macías al Jalisco con mayor capacidad y del mismo propietario; mientras que los Jaguares de Tapachula abandonaron el Estadio Olímpico de esa ciudad para moverse al Víctor Manuel Reyna de Tuxtla Gutiérrez, y de esta forma acercar al club filial con su matriz de la capital. Además, el conjunto de Guerreros de Acapulco tuvo una sede itinerante, pues jugó algunos partidos en el Estadio Neza 86 de Ciudad Nezahualcóyotl, sede de su club matriz, el Atlante.
El torneo desde el principio fue dominado por los dos clubes que a la larga sería los finalistas: el León y los Dorados de Sinaloa quienes finalizaron la tabla general en primera y segunda posición respectivamente confirmando el dominio de las dos escuadras. También se destacaron las actuaciones de los clubes de Tabasco, Tigrillos, Mérida, Atlético Mexiquense y Leones de Morelos. Mientras que los equipos de Celaya y Cruz Azul Oaxaca.
Por el lado contrario, los conjuntos de Acapulco y Durango ocuparon las partes bajas de la tabla general, aunque finalmente terminaría descendiendo Jaguares de Tapachula por cuestiones de la tabla de porcentajes. Salamanca, penúltimo en la tabla, debió haber jugado una serie de promoción contra los Lobos de la Benemérita Universidad Autónoma de Puebla, finalistas de ascenso de la Segunda División mexicana, pero por múltiples adeudos, fue descalificado y el equipo poblano ascendió automáticamente.

## Sistema de competición
Los 20 equipos participantes se dividieron en 4 grupos de 5 equipos, juegan todos contra todos a una sola ronda, por lo que cada equipo jugó 19 partidos; al finalizar la temporada regular de 19 jornadas califican a la liguilla los 2 primeros lugares de cada grupo, y los 4 mejores ubicados en la tabla general califican al repechaje de donde salen los últimos 2 equipos para la Eliminación directa.
- Fase de calificación: es la fase regular de clasificación que se integra por las 19 jornadas del torneo de aquí salen los mejores 8 equipos para la siguiente fase.
- Fase final: se sacarán o calificarán los mejores 8 de la tabla general y se organizarán los cuartos de final con el siguiente orden: 1.º vs 8.º, 2.º vs 7.º, 3.º vs 6.º y 4.º vs 5.º, siguiendo así con semifinales, y por último la final, todos los partidos de la fase final serán de ida y vuelta.

### Fase de calificación
En la fase de calificación participaron 20 clubes de la Primera División A profesional jugando todos contra todos durante las 19 jornadas respectivas, a un solo partido. 
Se observará el sistema de puntos. La ubicación en la tabla general está sujeta a lo siguiente:
- Por juego ganado se obtendrán tres puntos.
- Por juego empatado se obtendrá un punto.
- Por juego perdido no se otorgan puntos.

El orden de los clubes al final de la Fase de Calificación del Torneo corresponderá a la suma de los puntos obtenidos por cada uno de ellos y se presentará en forma descendente. Si al finalizar las 177 jornadas del Torneo, dos o más clubes estuviesen empatados en puntos, su posición en la Tabla general será determinada atendiendo a los siguientes criterios de desempate:
1. Mejor diferencia entre los goles anotados y recibidos.
2. Mayor número de goles anotados.
3. Marcadores particulares entre los clubes empatados.
4. Mayor número de goles anotados como visitante.
5. Mejor ubicación en la Tabla general de cocientes.
6. Tabla Fair Play.
7. Sorteo.

Participan por el título de Campeón de la Primera División 'A' en el Torneo Clausura 2004, automáticamente los primeros 4 lugares de cada grupo sin importar su ubicación en la tabla general calificaran, más los segundos mejores 4 lugares de cada grupo, si algún segundo lugar se ubicara bajo los primeros 8 lugares de la tabla general accederá a una fase de reclasificación contra un tercer o cuarto lugar ubicado entre los primeros ocho lugares de la tabla general. Tras la fase de reclasificación los equipos clasificados a cuartos de final por el título serán 8; estos se ordenarán según su posición general en la tabla, si alguno más bajo eliminara a uno más alto, los equipos se recorrerán según su lugar obtenido.

### Fase final
- Calificarán los mejores ocho equipos de la tabla general jugando Cuartos de final en el siguiente orden de enfrentamiento, que será el mejor contra el peor equipo

clasificado:
- 1.º vs 8.º
- 2.º vs 7.º
- 3.º vs 6.º
- 4.º vs 5.º
- En semifinales participarán los cuatro clubes vencedores de cuartos de final, reubicándolos del uno al cuatro, de acuerdo a su mejor posición en la Tabla general de clasificación al término de la jornada 19, enfrentándose 1.º vs 4.º y 2.º vs 3.º.
- Disputarán el título de Campeón del Torneo Clausura 2004 los dos clubes vencedores de la fase semifinal.

Todos los partidos de esta fase serán en formato de ida y vuelta, eligiendo siempre el club que haya quedado mejor ubicado en la Tabla general de clasificación, el horario de su partido como local.
En este torneo el club que ganara el título obtiene su derecho de ser necesario el juego de ascenso a Primera División Profesional; para que tal juego se pueda efectuar deberá haber un ganador distinto en el Torneo Apertura 2003, en caso de que el campeón vigente lograra ganar dicho campeonato, ascenderá automáticamente sin necesidad de jugar esta serie.

## Equipos participantes
En el Draft del Torneo Clausura 2004 se aprobaron tres cambios de franquicia y sede: la franquicia de Trotamundos Tijuana fue adquirida por Pemex y trasladada a la ciudad de Salamanca donde jugarían como Petroleros; el equipo del Zacatepec se movió a la plaza de Xochitepec y cambió su nombre a Leones de Morelos tras unos altercados en el Estadio Agustín Coruco Díaz; mientras que el Inter Riviera Maya cambió su nombre a Azucareros de Córdoba, jugando un tiempo en la Ciudad de México y otro en la ciudad de Córdoba.
| Entidad Federativa | N.º | Equipos                                 |
| ------------------ | --- | --------------------------------------- |
| Guanajuato         | 3   | Celaya, León y Salamanca                |
| Tamaulipas         | 2   | Correcaminos y Estudiantes de Santander |
| Veracruz           | 2   | Coatzacoalcos y Córdoba                 |
| Jalisco            | 1   | Tapatío                                 |
| Guerrero           | 1   | Acapulco                                |
| Estado de México   | 1   | Atlético Mexiquense                     |
| Estado de Durango  | 1   | Alacranes de Durango                    |
| Yucatán            | 1   | Mérida                                  |
| Chihuahua          | 1   | Cobras de Ciudad Juárez                 |
| Oaxaca             | 1   | Cruz Azul Oaxaca                        |
| Tabasco            | 1   | Tabasco                                 |
| Chiapas            | 1   | Tapachula                               |
| Ciudad de México   | 1   | Tigrillos Coapa                         |
| Morelos            | 1   | Leones de Morelos                       |
| Sinaloa            | 1   | Dorados                                 |
| Tlaxcala           | 1   | Tlaxcala                                |

### Información sobre los equipos participantes
| Equipo                   | Ciudad                      | Estadio                                     | Capacidad       |
| ------------------------ | --------------------------- | ------------------------------------------- | --------------- |
| Acapulco                 | Acapulco, Guerrero          | Unidad Deportiva Acapulco y Neza 86         | 7,000 / 30,000  |
| Alacranes de Durango     | Durango, Durango            | Francisco Zarco                             | 15,000          |
| Atlético Mexiquense      | Toluca, Estado de México    | Nemesio Díez                                | 35,000          |
| Celaya                   | Celaya, Guanajuato          | Miguel Alemán Valdés                        | 25,000          |
| Coatzacoalcos            | Coatzacoalcos, Veracruz     | Rafael Hernández Ochoa                      | 4,800           |
| Cobras                   | Ciudad Juárez, Chihuahua    | Olímpico Benito Juárez                      | 22,000          |
| Córdoba                  | Córdoba, Veracruz           | C.A.R. y Rafael Murillo Vidal               | 4,000           |
| Correcaminos             | Ciudad Victoria, Tamaulipas | Marte R. Gómez                              | 19,000          |
| Cruz Azul Oaxaca         | Oaxaca, Oaxaca              | Benito Juárez                               | 15,000          |
| Dorados                  | Culiacán, Sinaloa           | Carlos González y González                  | 14,000          |
| Estudiantes de Santander | Altamira, Tamaulipas        | Altamira                                    | 13,500          |
| León                     | León, Guanajuato            | Nou Camp                                    | 30,000          |
| Leones de Morelos        | Xochitepec, Morelos         | Mariano Matamoros                           | 16,000          |
| Mérida                   | Mérida, Yucatán             | Carlos Iturralde Rivero                     | 18,000          |
| Tabasco                  | Villahermosa, Tabasco       | Olímpico de Villahermosa                    | 5,000           |
| Salamanca                | Salamanca, Guanajuato       | Olímpico Sección 24/Ing. Antonio m.Amor     | 10,000/3,000    |
| Tapachula                | Tapachula, Chiapas          | Olímpico de Tapachula y Víctor Manuel Reyna | 10,000 / 23,000 |
| Tapatío                  | Guadalajara, Jalisco        | Anacleto Macías Tolan y Jalisco             | 3,500 / 56,000  |
| Tigrillos Coapa          | Ciudad de México            | Azteca                                      | 105,000         |
| Tlaxcala                 | Tlaxcala, Tlaxcala          | Tlahuicole                                  | 12,000          |

## Torneo Regular
| Atlético Mexiquense      | 2-3 | Acapulco         | Nemesio Díez               | 17 de enero  | 15:00 |
| Córdoba                  | 1-3 | Tigrillos Coapa  | Centro de Alto Rendimiento | 17 de enero  | 15:00 |
| Cobras                   | 2-4 | León             | Olímpico Benito Juárez     | 17 de enero  | 17:00 |
| Dorados                  | 4-1 | Mérida           | Carlos González y González | 17 de enero  | 19:00 |
| Celaya                   | 2-2 | Durango          | Miguel Alemán Valdés       | 17 de enero  | 20:00 |
| Tapatío                  | 4-2 | Tlaxcala         | Anacleto Macías Tolan      | 18 de enero  | 12:00 |
| Estudiantes de Santander | 1-1 | Correcaminos     | Altamira                   | 18 de enero  | 15:00 |
| Tapachula                | 2-5 | Tabasco          | Olímpico de Tapachula      | 18 de enero  | 15:00 |
| Leones de Morelos        | 5-0 | Cruz Azul Oaxaca | Mariano Matamoros          | 18 de enero  | 15:30 |
| Coatzacoalcos            | 2-2 | Salamanca        | Rafael Hernández Ochoa     | 5 de febrero | 20:00 |

| León             | 2-0 | Coatzacoalcos            | Nou Camp                   | 23 de enero | 20:00 |
| Tlaxcala         | 3-1 | Tapachula                | Tlahuicole                 | 24 de enero | 15:00 |
| Correcaminos     | 4-3 | Leones de Morelos        | Marte R. Gómez             | 24 de enero | 15:30 |
| Dorados          | 1-1 | Atlético Mexiquense      | Carlos González y González | 24 de enero | 16:00 |
| Salamanca        | 0-1 | Estudiantes de Santander | Olímpico Sección 24        | 24 de enero | 16:00 |
| Tabasco          | 2-3 | Córdoba                  | Olímpico de Villahermosa   | 24 de enero | 20:30 |
| Durango          | 1-2 | Mérida                   | Francisco Zarco            | 24 de enero | 20:30 |
| Acapulco         | 0-2 | Cobras                   | Azul                       | 25 de enero | 11:00 |
| Cruz Azul Oaxaca | 1-1 | Tapatío                  | Benito Juárez              | 25 de enero | 12:00 |
| Tigrillos Coapa  | 0-4 | Celaya                   | Azteca                     | 25 de enero | 15:00 |

| León                | 5-1 | Salamanca                | Nou Camp                   | 30 de enero  | 20:00 |
| Mérida              | 2-2 | Tigrillos Coapa          | Carlos Iturralde Rivero    | 31 de enero  | 15:00 |
| Atlético Mexiquense | 0-0 | Durango                  | Nemesio Díez               | 31 de enero  | 15:00 |
| Coatzacoalcos       | 3-0 | Acapulco                 | Rafael Hernández Ochoa     | 31 de enero  | 15:30 |
| Córdoba             | 1-3 | Tlaxcala                 | Centro de Alto Rendimiento | 31 de enero  | 16:00 |
| Cobras              | 1-1 | Dorados                  | Olímpico Benito Juárez     | 31 de enero  | 17:00 |
| Celaya              | 1-1 | Tabasco                  | Miguel Alemán Valdés       | 31 de enero  | 20:00 |
| Tapatío             | 0-1 | Correcaminos             | Anacleto Macías Tolan      | 1 de febrero | 12:00 |
| Tapachula           | 0-1 | Cruz Azul Oaxaca         | Olímpico de Tapachula      | 1 de febrero | 15:00 |
| Leones de Morelos   | 2-1 | Estudiantes de Santander | Mariano Matamoros          | 1 de febrero | 15:30 |

| Salamanca                | 3-3 | Leones de Morelos   | Olímpico Sección 24        | 6 de febrero | 16:00 |
| Tlaxcala                 | 1-0 | Celaya              | Tlahuicole                 | 7 de febrero | 15:00 |
| Correcaminos             | 0-2 | Tapachula           | Marte R. Gómez             | 7 de febrero | 15:30 |
| Dorados                  | 3-1 | Coatzacoalcos       | Carlos González y González | 7 de febrero | 19:00 |
| Tabasco                  | 4-2 | Mérida              | Olímpico de Villahermosa   | 7 de febrero | 20:00 |
| Durango                  | 0-2 | Cobras              | Francisco Zarco            | 7 de febrero | 20:30 |
| Acapulco                 | 2-5 | León                | Centro de Alto Rendimiento | 8 de febrero | 11:00 |
| Tigrillos Coapa          | 0-1 | Atlético Mexiquense | Azteca                     | 8 de febrero | 12:00 |
| Cruz Azul Oaxaca         | 1-1 | Córdoba             | Benito Juárez              | 8 de febrero | 12:00 |
| Estudiantes de Santander | 1-0 | Tapatío             | Altamira                   | 8 de febrero | 15:00 |

| Córdoba             | 3-2 | Correcaminos             | Centro de Alto Rendimiento | 11 de febrero | 12:00 |
| Tapachula           | 2-0 | Estudiantes de Santander | Víctor Manuel Reyna        | 11 de febrero | 15:00 |
| Atlético Mexiquense | 2-1 | Tabasco                  | Nemesio Díez               | 11 de febrero | 15:00 |
| Acapulco            | 1-1 | Salamanca                | Unidad Deportiva Acapulco  | 11 de febrero | 15:30 |
| Tapatío             | 2-1 | Leones de Morelos        | Anacleto Macías Tolan      | 11 de febrero | 16:00 |
| Cobras              | 2-2 | Tigrillos Coapa          | Olímpico Benito Juárez     | 11 de febrero | 19:00 |
| Celaya              | 2-1 | Cruz Azul Oaxaca         | Miguel Alemán Valdés       | 11 de febrero | 20:00 |
| Coatzacoalcos       | 3-2 | Durango                  | Rafael Hernández Ochoa     | 11 de febrero | 20:00 |
| León                | 1-1 | Dorados                  | Nou Camp                   | 11 de febrero | 20:00 |
| Mérida              | 2-0 | Tlaxcala                 | Carlos Iturralde Rivero    | 11 de febrero | 20:30 |

| Tlaxcala                 | 4-1 | Atlético Mexiquense | Tlahuicole                 | 14 de febrero | 15:00 |
| Correcaminos             | 0-1 | Celaya              | Marte R. Gómez             | 14 de febrero | 15:30 |
| Salamanca                | 1-0 | Tapatío             | Olímpico Sección 24        | 14 de febrero | 16:00 |
| Dorados                  | 2-1 | Acapulco            | Carlos González y González | 14 de febrero | 19:00 |
| Tabasco                  | 4-1 | Cobras              | Olímpico de Villahermosa   | 14 de febrero | 20:00 |
| Durango                  | 1-1 | León                | Francisco Zarco            | 14 de febrero | 20:30 |
| Cruz Azul Oaxaca         | 2-1 | Mérida              | Benito Juárez              | 15 de febrero | 12:00 |
| Leones de Morelos        | 0-1 | Tapachula           | Mariano Matamoros          | 15 de febrero | 15:30 |
| Estudiantes de Santander | 0-0 | Córdoba             | Altamira                   | 15 de febrero | 16:00 |
| Tigrillos Coapa          | 4-0 | Coatzacoalcos       | Azteca                     | 15 de febrero | 21:00 |

| León                | 3-3 | Tigrillos Coapa          | Nou Camp                   | 20 de febrero | 20:00 |
| Mérida              | 1-1 | Correcaminos             | Carlos Iturralde Rivero    | 21 de febrero | 15:00 |
| Tapachula           | 1-1 | Tapatío                  | Víctor Manuel Reyna        | 21 de febrero | 15:00 |
| Coatzacoalcos       | 2-2 | Tabasco                  | Rafael Hernández Ochoa     | 21 de febrero | 18:30 |
| Cobras              | 2-1 | Tlaxcala                 | Olímpico Benito Juárez     | 21 de febrero | 19:00 |
| Dorados             | 4-1 | Salamanca                | Carlos González y González | 21 de febrero | 19:00 |
| Celaya              | 1-0 | Estudiantes de Santander | Miguel Alemán Valdés       | 21 de febrero | 20:00 |
| Atlético Mexiquense | 1-2 | Cruz Azul Oaxaca         | Nemesio Díez               | 22 de febrero | 12:00 |
| Córdoba             | 1-1 | Leones de Morelos        | Rafael Murillo Vidal       | 22 de febrero | 12:00 |
| Acapulco            | 4-1 | Durango                  | Unidad Deportiva Acapulco  | 22 de febrero | 16:00 |

| Tlaxcala                 | 0-3 | Coatzacoalcos       | Tlahuicole               | 28 de febrero | 15:00 |
| Correcaminos             | 0-0 | Atlético Mexiquense | Marte R. Gómez           | 28 de febrero | 15:30 |
| Cruz Azul Oaxaca         | 0-3 | Cobras              | Benito Juárez            | 28 de febrero | 16:00 |
| Tabasco                  | 2-0 | León                | Olímpico de Villahermosa | 28 de febrero | 20:00 |
| Durango                  | 0-0 | Dorados             | Francisco Zarco          | 28 de febrero | 20:30 |
| Tapatío                  | 3-1 | Córdoba             | Jalisco                  | 29 de febrero | 11:00 |
| Tigrillos Coapa          | 2-2 | Acapulco            | Azteca                   | 29 de febrero | 15:00 |
| Estudiantes de Santander | 4-2 | Mérida              | Altamira                 | 29 de febrero | 15:00 |
| Leones de Morelos        | 4-3 | Celaya              | Mariano Matamoros        | 29 de febrero | 15:30 |
| Salamanca                | 1-1 | Tapachula           | Olímpico Sección 24      | 29 de febrero | 16:00 |

| Atlético Mexiquense | 1-0 | Estudiantes de Santander | Nemesio Díez               | 6 de marzo | 15:00 |
| Coatzacoalcos       | 0-0 | Cruz Azul Oaxaca         | Rafael Hernández Ochoa     | 6 de marzo | 15:30 |
| Mérida              | 3-1 | Leones de Morelos        | Carlos Iturralde Rivero    | 6 de marzo | 15:30 |
| Cobras              | 1-2 | Correcaminos             | Olímpico Benito Juárez     | 6 de marzo | 17:00 |
| Dorados             | 2-0 | Tigrillos Coapa          | Carlos González y González | 6 de marzo | 19:00 |
| Celaya              | 2-3 | Tapatío                  | Miguel Alemán Valdés       | 6 de marzo | 20:00 |
| León                | 2-1 | Tlaxcala                 | Nou Camp                   | 6 de marzo | 20:00 |
| Acapulco            | 0-3 | Tabasco                  | Unidad Deportiva Acapulco  | 6 de marzo | 20:00 |
| Durango             | 1-1 | Salamanca                | Francisco Zarco            | 6 de marzo | 20:30 |
| Córdoba             | 2-1 | Tapachula                | Rafael Murillo Vidal       | 7 de marzo | 12:00 |

| Tapachula                | 2-1 | Celaya              | Víctor Manuel Reyna      | 10 de marzo | 12:00 |
| Tigrillos Coapa          | 1-0 | Durango             | Azteca                   | 10 de marzo | 12:30 |
| Estudiantes de Santander | 3-2 | Cobras              | Altamira                 | 10 de marzo | 15:00 |
| Leones de Morelos        | 3-3 | Atlético Mexiquense | Mariano Matamoros        | 10 de marzo | 15:30 |
| Salamanca                | 2-1 | Córdoba             | Olímpico Sección 24      | 10 de marzo | 16:00 |
| Tapatío                  | 0-1 | Mérida              | Jalisco                  | 10 de marzo | 16:00 |
| Tlaxcala                 | 2-0 | Acapulco            | Tlahuicole               | 10 de marzo | 16:00 |
| Cruz Azul Oaxaca         | 1-3 | León                | Benito Juárez            | 10 de marzo | 16:00 |
| Tabasco                  | 3-2 | Dorados             | Olímpico de Villahermosa | 10 de marzo | 20:00 |
| Correcaminos             | 1-2 | Coatzacoalcos       | Marte R. Gómez           | 10 de marzo | 20:15 |

| Atlético Mexiquense | 2-1 | Tapatío                  | Nemesio Díez               | 13 de marzo | 15:00 |
| Coatzacoalcos       | 1-3 | Estudiantes de Santander | Rafael Hernández Ochoa     | 13 de marzo | 15:30 |
| Mérida              | 2-1 | Tapachula                | Carlos Iturralde Rivero    | 13 de marzo | 15:30 |
| Cobras              | 0-1 | Leones de Morelos        | Olímpico Benito Juárez     | 13 de marzo | 17:00 |
| Dorados             | 2-1 | Tlaxcala                 | Carlos González y González | 13 de marzo | 19:00 |
| León                | 4-0 | Correcaminos             | Nou Camp                   | 13 de marzo | 19:00 |
| Acapulco            | 1-2 | Cruz Azul Oaxaca         | Unidad Deportiva Acapulco  | 13 de marzo | 20:00 |
| Celaya              | 2-2 | Córdoba                  | Miguel Alemán Valdés       | 13 de marzo | 20:00 |
| Durango             | 2-2 | Tabasco                  | Francisco Zarco            | 13 de marzo | 20:30 |
| Tigrillos Coapa     | 1-0 | Salamanca                | Azteca                     | 14 de marzo | 15:00 |

| Tlaxcala                 | 1-2 | Durango             | Tlahuicole                 | 20 de marzo | 15:00 |
| Salamanca                | 2-4 | Celaya              | Olímpico Sección 24        | 20 de marzo | 16:00 |
| Cruz Azul Oaxaca         | 1-2 | Dorados             | Benito Juárez              | 20 de marzo | 16:00 |
| Correcaminos             | 2-0 | Acapulco            | Marte R. Gómez             | 20 de marzo | 19:00 |
| Tabasco                  | 0-0 | Tigrillos Coapa     | Olímpico de Villahermosa   | 20 de marzo | 20:00 |
| Tapatío                  | 0-2 | Cobras              | Jalisco                    | 21 de marzo | 12:00 |
| Córdoba                  | 1-0 | Mérida              | Centro de Alto Rendimiento | 21 de marzo | 12:00 |
| Estudiantes de Santander | 1-2 | León                | Altamira                   | 21 de marzo | 15:00 |
| Tapachula                | 0-1 | Atlético Mexiquense | Víctor Manuel Reyna        | 21 de marzo | 15:00 |
| Leones de Morelos        | 4-2 | Coatzacoalcos       | Mariano Matamoros          | 21 de marzo | 15:30 |

| Tigrillos Coapa     | 2-0 | Tlaxcala                 | Azteca                     | 21 de abril | 12:00 |
| Acapulco            | 2-1 | Estudiantes de Santander | Neza 86                    | 21 de abril | 15:00 |
| Atlético Mexiquense | 4-0 | Córdoba                  | Nemesio Díez               | 21 de abril | 15:00 |
| Mérida              | 1-1 | Celaya                   | Carlos Iturralde Rivero    | 21 de abril | 15:30 |
| Cobras              | 1-0 | Tapachula                | Olímpico Benito Juárez     | 21 de abril | 17:00 |
| Coatzacoalcos       | 3-0 | Tapatío                  | Rafael Hernández Ochoa     | 21 de abril | 20:00 |
| Dorados             | 2-0 | Correcaminos             | Carlos González y González | 21 de abril | 20:00 |
| León                | 2-1 | Leones de Morelos        | Nou Camp                   | 21 de abril | 20:00 |
| Tabasco             | 3-2 | Salamanca                | Olímpico de Villahermosa   | 21 de abril | 20:00 |
| Durango             | 1-2 | Cruz Azul Oaxaca         | Francisco Zarco            | 21 de abril | 20:30 |

| Leones de Morelos        | 5-1 | Acapulco            | Mariano Matamoros          | 2 de abril | 15:30 |
| Córdoba                  | 1-0 | Cobras              | Centro de Alto Rendimiento | 3 de abril | 14:30 |
| Tlaxcala                 | 1-2 | Tabasco             | Tlahuicole                 | 3 de abril | 15:00 |
| Tapachula                | 2-2 | Coatzacoalcos       | Víctor Manuel Reyna        | 3 de abril | 16:00 |
| Cruz Azul Oaxaca         | 0-0 | Tigrillos Coapa     | Benito Juárez              | 3 de abril | 16:00 |
| Correcaminos             | 2-0 | Durango             | Marte R. Gómez             | 3 de abril | 16:00 |
| Salamanca                | 2-3 | Mérida              | Olímpico Sección 24        | 3 de abril | 19:00 |
| Celaya                   | 2-2 | Atlético Mexiquense | Miguel Alemán Valdés       | 3 de abril | 20:00 |
| Tapatío                  | 1-2 | León                | Jalisco                    | 4 de abril | 12:00 |
| Estudiantes de Santander | 1-1 | Dorados             | Altamira                   | 4 de abril | 15:00 |

| Tigrillos Coapa     | 5-0 | Correcaminos             | Azteca                     | 7 de abril | 15:00 |
| Acapulco            | 1-0 | Tapatío                  | Neza 86                    | 7 de abril | 15:00 |
| Tlaxcala            | 2-3 | Salamanca                | Tlahuicole                 | 7 de abril | 15:00 |
| Atlético Mexiquense | 1-1 | Mérida                   | Nemesio Díez               | 7 de abril | 15:00 |
| Tabasco             | 2-2 | Cruz Azul Oaxaca         | Rafael Hernández Ochoa     | 7 de abril | 17:00 |
| Cobras              | 0-1 | Celaya                   | Olímpico Benito Juárez     | 7 de abril | 19:00 |
| Coatzacoalcos       | 1-2 | Córdoba                  | Rafael Hernández Ochoa     | 7 de abril | 20:00 |
| Dorados             | 3-0 | Leones de Morelos        | Carlos González y González | 7 de abril | 20:00 |
| León                | 0-2 | Tapachula                | Nou Camp                   | 7 de abril | 20:00 |
| Durango             | 2-1 | Estudiantes de Santander | Francisco Zarco            | 7 de abril | 20:30 |

| Tapachula                | 3-1 | Acapulco            | Víctor Manuel Reyna        | 10 de abril | 15:00 |
| Mérida                   | 0-0 | Cobras              | Carlos Iturralde Rivero    | 10 de abril | 15:00 |
| Córdoba                  | 1-2 | León                | Centro de Alto Rendimiento | 10 de abril | 15:30 |
| Cruz Azul Oaxaca         | 2-2 | Tlaxcala            | Benito Juárez              | 10 de abril | 16:00 |
| Correcaminos             | 1-0 | Tabasco             | Marte R. Gómez             | 10 de abril | 19:00 |
| Salamanca                | 2-2 | Atlético Mexiquense | Olímpico Sección 24        | 10 de abril | 19:00 |
| Celaya                   | 3-2 | Coatzacoalcos       | Miguel Alemán Valdés       | 10 de abril | 20:00 |
| Tapatío                  | 1-0 | Dorados             | Jalisco                    | 11 de abril | 12:00 |
| Estudiantes de Santander | 3-0 | Tigrillos Coapa     | Altamira                   | 11 de abril | 15:00 |
| Leones de Morelos        | 4-2 | Durango             | Mariano Matamoros          | 11 de abril | 17:00 |

| Tigrillos Coapa  | 1-3 | Leones de Morelos        | Azteca                     | 16 de abril | 12:00 |
| Acapulco         | 3-0 | Córdoba                  | Neza 86                    | 16 de abril | 15:00 |
| León             | 3-4 | Celaya                   | Nou Camp                   | 16 de abril | 20:00 |
| Tlaxcala         | 2-1 | Correcaminos             | Tlahuicole                 | 17 de abril | 15:00 |
| Coatzacoalcos    | 3-2 | Mérida                   | Rafael Hernández Ochoa     | 17 de abril | 15:30 |
| Cruz Azul Oaxaca | 2-0 | Salamanca                | Benito Juárez              | 17 de abril | 16:00 |
| Cobras           | 2-0 | Atlético Mexiquense      | Olímpico Benito Juárez     | 17 de abril | 17:00 |
| Dorados          | 2-0 | Tapachula                | Carlos González y González | 17 de abril | 19:00 |
| Tabasco          | 1-1 | Estudiantes de Santander | Olímpico de Villahermosa   | 17 de abril | 20:00 |
| Durango          | 1-1 | Tapatío                  | Francisco Zarco            | 17 de abril | 20:30 |

| Atlético Mexiquense      | 4-1 | Coatzacoalcos    | Nemesio Díez               | 24 de abril | 15:00 |
| Mérida                   | 5-0 | León             | Carlos Iturralde Rivero    | 24 de abril | 15:30 |
| Leones de Morelos        | 1-1 | Tabasco          | Mariano Matamoros          | 24 de abril | 17:00 |
| Cobras                   | 1-3 | Salamanca        | Olímpico Benito Juárez     | 24 de abril | 19:00 |
| Correcaminos             | 0-1 | Cruz Azul Oaxaca | Marte R. Gómez             | 24 de abril | 19:00 |
| Celaya                   | 2-1 | Acapulco         | Miguel Alemán Valdés       | 24 de abril | 20:00 |
| Córdoba                  | 3-0 | Dorados          | Centro de Alto Rendimiento | 25 de abril | 12:00 |
| Tapatío                  | 0-0 | Tigrillos Coapa  | Jalisco                    | 25 de abril | 12:00 |
| Tapachula                | 2-1 | Durango          | Víctor Manuel Reyna        | 25 de abril | 15:00 |
| Estudiantes de Santander | 2-1 | Tlaxcala         | Altamira                   | 25 de abril | 16:00 |

| Acapulco         | 1-3 | Mérida                   | Neza 86                    | 1 de mayo | 16:00 |
| Tlaxcala         | 2-2 | Leones de Morelos        | Tlahuicole                 | 1 de mayo | 16:00 |
| Tabasco          | 4-2 | Tapatío                  | Olímpico de Villahermosa   | 1 de mayo | 16:00 |
| León             | 1-0 | Atlético Mexiquense      | Nou Camp                   | 1 de mayo | 16:00 |
| Salamanca        | 3-0 | Correcaminos             | Olímpico Sección 24        | 1 de mayo | 16:00 |
| Cruz Azul Oaxaca | 0-0 | Estudiantes de Santander | Benito Juárez              | 1 de mayo | 16:00 |
| Tigrillos Coapa  | 2-1 | Tapachula                | Azteca                     | 1 de mayo | 16:00 |
| Durango          | 2-0 | Córdoba                  | Francisco Zarco            | 1 de mayo | 16:00 |
| Coatzacoalcos    | 1-1 | Cobras                   | Rafael Hernández Ochoa     | 1 de mayo | 16:00 |
| Dorados          | 0-0 | Celaya                   | Carlos González y González | 1 de mayo | 16:00 |

## Grupos

### Grupo 1
| Pos. | Equipo                    | Pts. | PJ | G | E | P  | GF | GC | Dif. | Clasificación                   |
| ---- | ------------------------- | ---- | -- | - | - | -- | -- | -- | ---- | ------------------------------- |
| 1    | Mérida                    | 29   | 19 | 8 | 5 | 6  | 34 | 29 | +5   | Cuartos de final de la liguilla |
| 2    | Atlético Mexiquense       | 28   | 19 | 7 | 7 | 5  | 28 | 24 | +4   | Cuartos de final de la liguilla |
| 3    | Estudiantes de Santander  | 26   | 19 | 7 | 5 | 7  | 24 | 21 | +3   |                                 |
| 4    | Trotamundos Salamanca (D) | 21   | 19 | 5 | 6 | 8  | 30 | 37 | −7   | Promoción por la permanencia    |
| 5    | Tlaxcala                  | 20   | 19 | 6 | 2 | 11 | 29 | 34 | −5   |                                 |

 Fuente: [cita requerida]

### Grupo 2
| Pos. | Equipo           | Pts. | PJ | G | E | P  | GF | GC | Dif. | Clasificación                   |
| ---- | ---------------- | ---- | -- | - | - | -- | -- | -- | ---- | ------------------------------- |
| 1    | Tigrillos Coapa  | 28   | 19 | 7 | 7 | 5  | 28 | 24 | +4   | Cuartos de final de la liguilla |
| 2    | Cruz Azul Oaxaca | 28   | 19 | 7 | 7 | 5  | 21 | 25 | −4   | Reclasificación a liguilla      |
| 3    | Correcaminos UAT | 21   | 19 | 6 | 3 | 10 | 18 | 31 | −13  |                                 |
| 4    | Tapatío          | 19   | 19 | 5 | 4 | 10 | 20 | 27 | −7   |                                 |
| 5    | Durango          | 16   | 19 | 3 | 7 | 9  | 21 | 31 | −10  |                                 |

 Fuente: [cita requerida]

### Grupo 3
| Pos. | Equipo                       | Pts. | PJ | G  | E | P | GF | GC | Dif. | Clasificación                   |
| ---- | ---------------------------- | ---- | -- | -- | - | - | -- | -- | ---- | ------------------------------- |
| 1    | León (C)                     | 39   | 19 | 12 | 3 | 4 | 42 | 29 | +13  | Cuartos de final de la liguilla |
| 2    | Leones de Morelos            | 28   | 19 | 8  | 4 | 7 | 43 | 35 | +8   | Cuartos de final de la liguilla |
| 3    | Inter Riviera Maya / Córdoba | 27   | 19 | 8  | 3 | 8 | 24 | 31 | −7   |                                 |
| 4    | Cobras                       | 25   | 19 | 7  | 4 | 8 | 25 | 24 | +1   |                                 |
| 5    | Coatzacoalcos                | 23   | 19 | 6  | 5 | 8 | 32 | 37 | −5   |                                 |

 Fuente: [cita requerida]

### Grupo 4
| Pos. | Equipo                    | Pts. | PJ | G  | E | P  | GF | GC | Dif. | Clasificación                   |
| ---- | ------------------------- | ---- | -- | -- | - | -- | -- | -- | ---- | ------------------------------- |
| 1    | Dorados                   | 36   | 19 | 10 | 6 | 3  | 32 | 17 | +15  | Cuartos de final de la liguilla |
| 2    | Tabasco                   | 34   | 19 | 9  | 7 | 3  | 42 | 27 | +15  | Cuartos de final de la liguilla |
| 3    | Celaya                    | 33   | 19 | 9  | 6 | 4  | 36 | 27 | +9   | Reclasificación a liguilla      |
| 4    | Jaguares de Tapachula (D) | 24   | 19 | 7  | 3 | 9  | 24 | 26 | −2   | Descenso de categoría           |
| 5    | Acapulco                  | 17   | 19 | 5  | 2 | 12 | 24 | 41 | −17  |                                 |

 Fuente: [cita requerida]

## Tabla General
| Pos. | Equipo                       | Pts. | PJ | G  | E | P  | GF | GC | Dif. | Clasificación                   |
| ---- | ---------------------------- | ---- | -- | -- | - | -- | -- | -- | ---- | ------------------------------- |
| 1    | León (C)                     | 39   | 19 | 12 | 3 | 4  | 42 | 29 | +13  | Cuartos de final de la liguilla |
| 2    | Dorados                      | 36   | 19 | 10 | 6 | 3  | 32 | 17 | +15  | Cuartos de final de la liguilla |
| 3    | Tabasco                      | 34   | 19 | 9  | 7 | 3  | 42 | 27 | +15  | Cuartos de final de la liguilla |
| 4    | Celaya                       | 33   | 19 | 9  | 6 | 4  | 36 | 27 | +9   | Reclasificación a liguilla      |
| 5    | Mérida                       | 29   | 19 | 8  | 5 | 6  | 34 | 29 | +5   | Cuartos de final de la liguilla |
| 6    | Leones de Morelos            | 28   | 19 | 8  | 4 | 7  | 43 | 35 | +8   | Cuartos de final de la liguilla |
| 7    | Atlético Mexiquense          | 28   | 19 | 7  | 7 | 5  | 28 | 24 | +4   | Cuartos de final de la liguilla |
| 8    | Tigrillos Coapa              | 28   | 19 | 7  | 7 | 5  | 28 | 24 | +4   | Cuartos de final de la liguilla |
| 9    | Cruz Azul Oaxaca             | 28   | 19 | 7  | 7 | 5  | 21 | 25 | −4   | Reclasificación a liguilla      |
| 10   | Inter Riviera Maya / Córdoba | 27   | 19 | 8  | 3 | 8  | 24 | 31 | −7   |                                 |
| 11   | Estudiantes de Santander     | 26   | 19 | 7  | 5 | 7  | 24 | 21 | +3   |                                 |
| 12   | Cobras                       | 25   | 19 | 7  | 4 | 8  | 25 | 24 | +1   |                                 |
| 13   | Jaguares de Tuxtla (D)       | 24   | 19 | 7  | 3 | 9  | 24 | 26 | −2   | Descenso de categoría           |
| 14   | Coatzacoalcos                | 23   | 19 | 6  | 5 | 8  | 32 | 37 | −5   |                                 |
| 15   | Trotamundos Salamanca (D)    | 21   | 19 | 5  | 6 | 8  | 30 | 37 | −7   | Promoción por la permanencia    |
| 16   | Correcaminos UAT             | 21   | 19 | 6  | 3 | 10 | 18 | 31 | −13  |                                 |
| 17   | Tlaxcala                     | 20   | 19 | 6  | 2 | 11 | 29 | 34 | −5   |                                 |
| 18   | Tapatío                      | 19   | 19 | 5  | 4 | 10 | 20 | 27 | −7   |                                 |
| 19   | Acapulco                     | 17   | 19 | 5  | 2 | 12 | 24 | 41 | −17  |                                 |
| 20   | Durango                      | 16   | 19 | 3  | 7 | 9  | 21 | 31 | −10  |                                 |

 Fuente: [cita requerida]

## Tabla (Porcentual)
| Pos. | Equipo                       | I-2001           | V-2002           | I-2002           | V-2003           | A-2003 | C-2004 | Puntos | PJ  | Dif. | Cociente |                              |
| ---- | ---------------------------- | ---------------- | ---------------- | ---------------- | ---------------- | ------ | ------ | ------ | --- | ---- | -------- | ---------------------------- |
| 1.   | Dorados                      | Segunda División | Segunda División | 26               | 39               | 36     | 36     | 137    | 75  | +63  | 1.8267   |                              |
| 2.   | Leones de Morelos            | 33               | 35               | 30               | 31               | 40     | 28     | 197    | 113 | +63  | 1.7434   |                              |
| 3.   | León                         | Primera División | Primera División | 26               | 40               | 20     | 39     | 125    | 75  | +30  | 1.6667   |                              |
| 4.   | Celaya                       | 19               | 33               | 36               | 27               | 36     | 33     | 184    | 113 | +40  | 1.6283   |                              |
| 5.   | Correcaminos UAT             | 35               | 28               | 28               | 33               | 29     | 21     | 174    | 113 | +15  | 1.5398   |                              |
| 6.   | Coatzacoalcos                | Segunda División | Segunda División | Segunda División | Segunda División | 34     | 23     | 57     | 38  | +5   | 1.5000   |                              |
| 7.   | Tapatío                      | 30               | 27               | 31               | 35               | 16     | 19     | 158    | 113 | +8   | 1.3982   |                              |
| 8.   | Tabasco                      | 20               | 25               | 15               | 26               | 36     | 34     | 156    | 113 | +16  | 1.3805   |                              |
| 9.   | Atlético Mexiquense          | 27               | 36               | 15               | 22               | 28     | 28     | 156    | 113 | +13  | 1.3805   |                              |
| 10.  | Inter Riviera Maya / Córdoba | 26               | 32               | 28               | 22               | 12     | 27     | 147    | 113 | −15  | 1.3009   |                              |
| 11.  | Tigrillos Coapa              | 23               | 24               | 23               | 16               | 29     | 28     | 143    | 113 | −12  | 1.2655   |                              |
| 12.  | Estudiantes de Santander     | 25               | 17               | 27               | 26               | 21     | 26     | 142    | 113 | −12  | 1.2566   |                              |
| 13.  | Mérida                       | 28               | 22               | 23               | 15               | 24     | 29     | 141    | 113 | −14  | 1.2478   |                              |
| 14.  | Durango                      | 24               | 23               | 30               | 22               | 26     | 16     | 141    | 113 | −28  | 1.2478   |                              |
| 15.  | Cruz Azul Oaxaca             | 29               | 23               | 15               | 18               | 26     | 28     | 139    | 113 | −18  | 1.2301   |                              |
| 16.  | Cobras                       | 15               | 23               | 28               | 12               | 36     | 25     | 139    | 113 | −26  | 1.2301   |                              |
| 17.  | Tlaxcala                     | -                | -                | 29               | 25               | 14     | 20     | 88     | 75  | −32  | 1.1733   |                              |
| 18.  | Acapulco                     | 17               | 20               | 30               | 15               | 26     | 17     | 125    | 113 | −41  | 1.1062   |                              |
| 19.  | Trotamundos Salamanca        | Primera División | Primera División | Primera División | Primera División | 20     | 21     | 41     | 38  | −14  | 1.0789   | Promoción por la permanencia |
| 20.  | Jaguares de Tuxtla           | 27               | 25               | 15               | 15               | 12     | 24     | 118    | 113 | −57  | 1.0442   | Descenso de categoría        |

## Reclasificación
| 5 de mayo de 2004, 20:00 | Cruz Azul Oaxaca | 1:1 | Celaya  | Estadio Benito Juárez, Oaxaca |  |
|                          | Orozco 58'       |     | Gerk 9' |                               |  |

| 8 de mayo de 2004, 20:00                     | Celaya                                  | 3:0 (4:1) | Cruz Azul Oaxaca | Estadio Miguel Alemán Valdéz, Celaya |  |
|                                              | Gerk 6' · Nascimento 80' · González 83' |           |                  |                                      |  |
| Celaya avanzó a cuartos de final. 4-1 Global |                                         |           |                  |                                      |  |

## Liguilla
|  | Reclasificación                                    | Reclasificación                                    | Reclasificación                                    | Reclasificación                                    | Reclasificación                                    |   |   | Cuartos de final                                     | Cuartos de final                                     | Cuartos de final                                     | Cuartos de final                                     | Cuartos de final                                     |   |  | Semifinales                                          | Semifinales                                          | Semifinales                                          | Semifinales                                          | Semifinales                                          |   |  | Final                                                | Final                                                | Final                                                | Final                                                | Final                                                |  |
|  | 5 de mayo de 2004 (ida) 8 de mayo de 2004 (vuelta) | 5 de mayo de 2004 (ida) 8 de mayo de 2004 (vuelta) | 5 de mayo de 2004 (ida) 8 de mayo de 2004 (vuelta) | 5 de mayo de 2004 (ida) 8 de mayo de 2004 (vuelta) | 5 de mayo de 2004 (ida) 8 de mayo de 2004 (vuelta) |   |   | 12 de mayo de 2004 (ida) 15 de mayo de 2004 (vuelta) | 12 de mayo de 2004 (ida) 15 de mayo de 2004 (vuelta) | 12 de mayo de 2004 (ida) 15 de mayo de 2004 (vuelta) | 12 de mayo de 2004 (ida) 15 de mayo de 2004 (vuelta) | 12 de mayo de 2004 (ida) 15 de mayo de 2004 (vuelta) |   |  | 19 de mayo de 2004 (ida) 22 de mayo de 2004 (vuelta) | 19 de mayo de 2004 (ida) 22 de mayo de 2004 (vuelta) | 19 de mayo de 2004 (ida) 22 de mayo de 2004 (vuelta) | 19 de mayo de 2004 (ida) 22 de mayo de 2004 (vuelta) | 19 de mayo de 2004 (ida) 22 de mayo de 2004 (vuelta) |   |  | 26 de mayo de 2004 (ida) 29 de mayo de 2004 (vuelta) | 26 de mayo de 2004 (ida) 29 de mayo de 2004 (vuelta) | 26 de mayo de 2004 (ida) 29 de mayo de 2004 (vuelta) | 26 de mayo de 2004 (ida) 29 de mayo de 2004 (vuelta) | 26 de mayo de 2004 (ida) 29 de mayo de 2004 (vuelta) |  |
|  |                                                    |                                                    |                                                    |                                                    |                                                    |   |   |                                                      |                                                      |                                                      |                                                      |                                                      |   |  |                                                      |                                                      |                                                      |                                                      |                                                      |   |  |                                                      |                                                      |                                                      |                                                      |                                                      |  |
|  |                                                    |                                                    |                                                    |                                                    |                                                    |   |   |                                                      |                                                      |                                                      |                                                      |                                                      |   |  |                                                      |                                                      |                                                      |                                                      |                                                      |   |  |                                                      |                                                      |                                                      |                                                      |                                                      |  |
|  |                                                    |                                                    |                                                    |                                                    |                                                    |   |   |                                                      |                                                      |                                                      |                                                      |                                                      |   |  |                                                      |                                                      |                                                      |                                                      |                                                      |   |  |                                                      |                                                      |                                                      |                                                      |                                                      |  |
|  |                                                    |                                                    |                                                    |                                                    |                                                    |   |   |                                                      |                                                      |                                                      |                                                      |                                                      |   |  |                                                      |                                                      |                                                      |                                                      |                                                      |   |  |                                                      |                                                      |                                                      |                                                      |                                                      |  |
|  |                                                    |                                                    |                                                    |                                                    |                                                    |   |   |                                                      |                                                      |                                                      |                                                      |                                                      |   |  |                                                      |                                                      |                                                      |                                                      |                                                      |   |  |                                                      |                                                      |                                                      |                                                      |                                                      |  |
|  |                                                    | 1                                                  | León                                               | 2                                                  | 2                                                  | 4 |   |                                                      |                                                      |                                                      |                                                      |                                                      |   |  |                                                      |                                                      |                                                      |                                                      |                                                      |   |  |                                                      |                                                      |                                                      |                                                      |                                                      |  |
|  |                                                    |                                                    |                                                    |                                                    |                                                    | 4 |   |                                                      |                                                      |                                                      |                                                      |                                                      |   |  |                                                      |                                                      |                                                      |                                                      |                                                      |   |  |                                                      |                                                      |                                                      |                                                      |                                                      |  |
|  |                                                    |                                                    | 8                                                  | Tigrillos Coapa                                    | 0                                                  | 2 | 2 |                                                      |                                                      |                                                      |                                                      |                                                      |   |  |                                                      |                                                      |                                                      |                                                      |                                                      |   |  |                                                      |                                                      |                                                      |                                                      |                                                      |  |
|  |                                                    |                                                    | 8                                                  | Tigrillos Coapa                                    | 0                                                  | 2 | 2 |                                                      |                                                      |                                                      |                                                      |                                                      |   |  |                                                      |                                                      |                                                      |                                                      |                                                      |   |  |                                                      |                                                      |                                                      |                                                      |                                                      |  |
|  |                                                    |                                                    |                                                    |                                                    |                                                    |   |   |                                                      |                                                      |                                                      |                                                      |                                                      |   |  |                                                      |                                                      |                                                      |                                                      |                                                      |   |  |                                                      |                                                      |                                                      |                                                      |                                                      |  |
|  |                                                    |                                                    |                                                    |                                                    |                                                    |   |   |                                                      |                                                      |                                                      |                                                      |                                                      |   |  |                                                      |                                                      |                                                      |                                                      |                                                      |   |  |                                                      |                                                      |                                                      |                                                      |                                                      |  |
|  |                                                    |                                                    |                                                    |                                                    |                                                    |   |   |                                                      | 1                                                    | León                                                 | 5                                                    | 2                                                    | 7 |  |                                                      |                                                      |                                                      |                                                      |                                                      |   |  |                                                      |                                                      |                                                      |                                                      |                                                      |  |
|  |                                                    |                                                    |                                                    |                                                    |                                                    |   |   |                                                      |                                                      |                                                      |                                                      |                                                      | 7 |  |                                                      |                                                      |                                                      |                                                      |                                                      |   |  |                                                      |                                                      |                                                      |                                                      |                                                      |  |
|  |                                                    |                                                    | 6                                                  | Leones de Morelos                                  | 2                                                  | 2 | 4 |                                                      |                                                      |                                                      |                                                      |                                                      |   |  |                                                      |                                                      |                                                      |                                                      |                                                      |   |  |                                                      |                                                      |                                                      |                                                      |                                                      |  |
|  |                                                    |                                                    | 6                                                  | Leones de Morelos                                  | 2                                                  | 2 | 4 |                                                      |                                                      |                                                      |                                                      |                                                      |   |  |                                                      |                                                      |                                                      |                                                      |                                                      |   |  |                                                      |                                                      |                                                      |                                                      |                                                      |  |
|  |                                                    |                                                    |                                                    |                                                    |                                                    |   |   |                                                      |                                                      |                                                      |                                                      |                                                      |   |  |                                                      |                                                      |                                                      |                                                      |                                                      |   |  |                                                      |                                                      |                                                      |                                                      |                                                      |  |
|  |                                                    |                                                    |                                                    |                                                    |                                                    |   |   |                                                      |                                                      |                                                      |                                                      |                                                      |   |  |                                                      |                                                      |                                                      |                                                      |                                                      |   |  |                                                      |                                                      |                                                      |                                                      |                                                      |  |
|  |                                                    | 3                                                  | Tabasco                                            | 2                                                  | 0                                                  | 2 |   |                                                      |                                                      |                                                      |                                                      |                                                      |   |  |                                                      |                                                      |                                                      |                                                      |                                                      |   |  |                                                      |                                                      |                                                      |                                                      |                                                      |  |
|  |                                                    |                                                    |                                                    |                                                    |                                                    | 2 |   |                                                      |                                                      |                                                      |                                                      |                                                      |   |  |                                                      |                                                      |                                                      |                                                      |                                                      |   |  |                                                      |                                                      |                                                      |                                                      |                                                      |  |
|  |                                                    |                                                    | 6                                                  | Leones de Morelos                                  | 3                                                  | 1 | 4 |                                                      |                                                      |                                                      |                                                      |                                                      |   |  |                                                      |                                                      |                                                      |                                                      |                                                      |   |  |                                                      |                                                      |                                                      |                                                      |                                                      |  |
|  |                                                    |                                                    | 6                                                  | Leones de Morelos                                  | 3                                                  | 1 | 4 |                                                      |                                                      |                                                      |                                                      |                                                      |   |  |                                                      |                                                      |                                                      |                                                      |                                                      |   |  |                                                      |                                                      |                                                      |                                                      |                                                      |  |
|  |                                                    |                                                    |                                                    |                                                    |                                                    |   |   |                                                      |                                                      |                                                      |                                                      |                                                      |   |  |                                                      |                                                      |                                                      |                                                      |                                                      |   |  |                                                      |                                                      |                                                      |                                                      |                                                      |  |
|  |                                                    |                                                    |                                                    |                                                    |                                                    |   |   |                                                      |                                                      |                                                      |                                                      |                                                      |   |  |                                                      |                                                      |                                                      |                                                      |                                                      |   |  |                                                      |                                                      |                                                      |                                                      |                                                      |  |
|  |                                                    |                                                    |                                                    |                                                    |                                                    |   |   |                                                      |                                                      |                                                      |                                                      |                                                      |   |  |                                                      | 1                                                    | León                                                 | 1                                                    | 1                                                    | 2 |  |                                                      |                                                      |                                                      |                                                      |                                                      |  |
|  |                                                    |                                                    |                                                    |                                                    |                                                    |   |   |                                                      |                                                      |                                                      |                                                      |                                                      |   |  |                                                      |                                                      |                                                      |                                                      |                                                      | 2 |  |                                                      |                                                      |                                                      |                                                      |                                                      |  |
|  |                                                    |                                                    | 2                                                  | Dorados                                            | 0                                                  | 1 | 1 |                                                      |                                                      |                                                      |                                                      |                                                      |   |  |                                                      |                                                      |                                                      |                                                      |                                                      |   |  |                                                      |                                                      |                                                      |                                                      |                                                      |  |
|  |                                                    |                                                    | 2                                                  | Dorados                                            | 0                                                  | 1 | 1 |                                                      |                                                      |                                                      |                                                      |                                                      |   |  |                                                      |                                                      |                                                      |                                                      |                                                      |   |  |                                                      |                                                      |                                                      |                                                      |                                                      |  |
|  |                                                    |                                                    |                                                    |                                                    |                                                    |   |   |                                                      |                                                      |                                                      |                                                      |                                                      |   |  |                                                      |                                                      |                                                      |                                                      |                                                      |   |  |                                                      |                                                      |                                                      |                                                      |                                                      |  |
|  |                                                    |                                                    |                                                    |                                                    |                                                    |   |   |                                                      |                                                      |                                                      |                                                      |                                                      |   |  |                                                      |                                                      |                                                      |                                                      |                                                      |   |  |                                                      |                                                      |                                                      |                                                      |                                                      |  |
|  |                                                    | 2                                                  | Dorados                                            | 2                                                  | 2                                                  | 4 |   |                                                      |                                                      |                                                      |                                                      |                                                      |   |  |                                                      |                                                      |                                                      |                                                      |                                                      |   |  |                                                      |                                                      |                                                      |                                                      |                                                      |  |
|  |                                                    |                                                    |                                                    |                                                    |                                                    | 4 |   |                                                      |                                                      |                                                      |                                                      |                                                      |   |  |                                                      |                                                      |                                                      |                                                      |                                                      |   |  |                                                      |                                                      |                                                      |                                                      |                                                      |  |
|  |                                                    |                                                    | 7                                                  | Atlético Mexiquense                                | 2                                                  | 1 | 3 |                                                      |                                                      |                                                      |                                                      |                                                      |   |  |                                                      |                                                      |                                                      |                                                      |                                                      |   |  |                                                      |                                                      |                                                      |                                                      |                                                      |  |
|  |                                                    |                                                    | 7                                                  | Atlético Mexiquense                                | 2                                                  | 1 | 3 |                                                      |                                                      |                                                      |                                                      |                                                      |   |  |                                                      |                                                      |                                                      |                                                      |                                                      |   |  |                                                      |                                                      |                                                      |                                                      |                                                      |  |
|  |                                                    |                                                    |                                                    |                                                    |                                                    |   |   |                                                      |                                                      |                                                      |                                                      |                                                      |   |  |                                                      |                                                      |                                                      |                                                      |                                                      |   |  |                                                      |                                                      |                                                      |                                                      |                                                      |  |
|  |                                                    |                                                    |                                                    |                                                    |                                                    |   |   |                                                      |                                                      |                                                      |                                                      |                                                      |   |  |                                                      |                                                      |                                                      |                                                      |                                                      |   |  |                                                      |                                                      |                                                      |                                                      |                                                      |  |
|  |                                                    |                                                    |                                                    |                                                    |                                                    |   |   |                                                      | 2                                                    | Dorados                                              | 1                                                    | 2                                                    | 3 |  |                                                      |                                                      |                                                      |                                                      |                                                      |   |  |                                                      |                                                      |                                                      |                                                      |                                                      |  |
|  |                                                    |                                                    |                                                    |                                                    |                                                    |   |   |                                                      |                                                      |                                                      |                                                      |                                                      | 3 |  |                                                      |                                                      |                                                      |                                                      |                                                      |   |  |                                                      |                                                      |                                                      |                                                      |                                                      |  |
|  |                                                    |                                                    | 5                                                  | Mérida                                             | 1                                                  | 0 | 1 |                                                      |                                                      |                                                      |                                                      |                                                      |   |  |                                                      |                                                      |                                                      |                                                      |                                                      |   |  |                                                      |                                                      |                                                      |                                                      |                                                      |  |
|  |                                                    |                                                    | 5                                                  | Mérida                                             | 1                                                  | 0 | 1 |                                                      |                                                      |                                                      |                                                      |                                                      |   |  |                                                      |                                                      |                                                      |                                                      |                                                      |   |  |                                                      |                                                      |                                                      |                                                      |                                                      |  |
|  |                                                    |                                                    |                                                    |                                                    |                                                    |   |   |                                                      |                                                      |                                                      |                                                      |                                                      |   |  |                                                      |                                                      |                                                      |                                                      |                                                      |   |  |                                                      |                                                      |                                                      |                                                      |                                                      |  |
|  |                                                    |                                                    |                                                    |                                                    |                                                    |   |   |                                                      |                                                      |                                                      |                                                      |                                                      |   |  |                                                      |                                                      |                                                      |                                                      |                                                      |   |  |                                                      |                                                      |                                                      |                                                      |                                                      |  |
|  |                                                    | 4                                                  | Celaya                                             | 1                                                  | 2                                                  | 3 |   |                                                      |                                                      |                                                      |                                                      |                                                      |   |  |                                                      |                                                      |                                                      |                                                      |                                                      |   |  |                                                      |                                                      |                                                      |                                                      |                                                      |  |
|  |                                                    |                                                    |                                                    |                                                    |                                                    | 3 |   |                                                      |                                                      |                                                      |                                                      |                                                      |   |  |                                                      |                                                      |                                                      |                                                      |                                                      |   |  |                                                      |                                                      |                                                      |                                                      |                                                      |  |
|  |                                                    |                                                    | 5                                                  | Mérida                                             | 4                                                  | 1 | 5 |                                                      |                                                      |                                                      |                                                      |                                                      |   |  |                                                      |                                                      |                                                      |                                                      |                                                      |   |  |                                                      |                                                      |                                                      |                                                      |                                                      |  |
|  | 4                                                  | Celaya                                             | 5                                                  | Mérida                                             | 4                                                  | 1 | 5 | 1                                                    | 3                                                    | 4                                                    |                                                      |                                                      |   |  |                                                      |                                                      |                                                      |                                                      |                                                      |   |  |                                                      |                                                      |                                                      |                                                      |                                                      |  |
|  | 4                                                  | Celaya                                             |                                                    |                                                    |                                                    |   |   |                                                      |                                                      | 4                                                    |                                                      |                                                      |   |  |                                                      |                                                      |                                                      |                                                      |                                                      |   |  |                                                      |                                                      |                                                      |                                                      |                                                      |  |
|  | 9                                                  | Cruz Azul Oaxaca                                   | 1                                                  | 0                                                  | 1                                                  |   |   |                                                      |                                                      |                                                      |                                                      |                                                      |   |  |                                                      |                                                      |                                                      |                                                      |                                                      |   |  |                                                      |                                                      |                                                      |                                                      |                                                      |  |
|  | 9                                                  | Cruz Azul Oaxaca                                   | 1                                                  | 0                                                  | 1                                                  |   |   |                                                      |                                                      |                                                      |                                                      |                                                      |   |  |                                                      |                                                      |                                                      |                                                      |                                                      |   |  |                                                      |                                                      |                                                      |                                                      |                                                      |  |
|  |                                                    |                                                    |                                                    |                                                    |                                                    |   |   |                                                      |                                                      |                                                      |                                                      |                                                      |   |  |                                                      |                                                      |                                                      |                                                      |                                                      |   |  |                                                      |                                                      |                                                      |                                                      |                                                      |  |

### Cuartos de final
| 12 de mayo de 2004, 12:00 | Tigrillos | 0:2 | León                     | Estadio Azteca, Ciudad de México |  |
|                           |           |     | Álvarez 27' · Romero 89' |                                  |  |

| 15 de mayo de 2004, 19:00             | León                            | vs. | Tigrillos                | Nou Camp, León |  |
|                                       | Sarría 21' · Héctor Álvarez 37' |     | Santiago Álvarez 20' 44' |                |  |
| León avanza a semifinales. Global 4-2 |                                 |     |                          |                |  |

| 12 de mayo de 2004, 15:00 | Mérida                           | 4:1 | Celaya   | Estadio Carlos Iturralde Rivero, Mérida |  |
|                           | Olsina 25' 33' 84' · Padilla 67' |     | Gerk 73' |                                         |  |

| 15 de mayo de 2004, 20:00               | Celaya                       | 2:1 (3:5) | Mérida     | Estadio Miguel Alemán Valdéz, Celaya |  |
|                                         | Nascimento 33' · Pacheco 87' |           | Prieto 90' |                                      |  |
| Mérida avanza a semifinales. Global 3-5 |                              |           |            |                                      |  |

| 12 de mayo de 2004, 15:00 | Atlético Mexiquense    | 2:2 | Dorados                      | Estadio Nemesio Díez, Toluca |  |
|                           | Caetano 7' · Núñez 41' |     | Castañeda 11' · Esquivel 29' |                              |  |

| 15 de mayo de 2004, 20:00                | Dorados                                     | 2:1 (4:3) | Atlético Mexiquense | Estadio Carlos González y González, Culiacán |  |
|                                          | Óscar Rojas 14' · Juan Alberto Esquivel 52' |           | Carlos Esquivel 66' |                                              |  |
| Dorados avanza a semifinales. Global 4-3 |                                             |           |                     |                                              |  |

| 12 de mayo de 2004, 17:00 | Leones Morelos                            | 3:2 | Tabasco                    | Estadio Mariano Matamoros, Xochitepec |  |
|                           | Estévez 22' · Hernández 24' · Montoya 89' |     | Padilla 10' · González 65' |                                       |  |

| 15 de mayo de 2004, 20:00                          | Tabasco | 0:1 (2:4) | Leones Morelos | Estadio Olímpico de Villahermosa, Villahermosa |  |
|                                                    |         |           | Salcedo 36'    |                                                |  |
| Leones de Morelos avanza a semifinales. Global 2-4 |         |           |                |                                                |  |

### Semifinales
| 19 de mayo de 2004, 15:00 | Mérida    | 1:1 | Dorados     | Estadio Carlos Iturralde Rivero, Mérida |  |
|                           | Leyva 13' |     | Giménez 50' |                                         |  |

| 22 de mayo de 2004, 20:00             | Dorados         | 2:0 (3:1) | Mérida | Estadio Carlos González y González, Culiacán |  |
|                                       | Giménez 32' 85' |           |        |                                              |  |
| Dorados avanza a la final. Global 3-1 |                 |           |        |                                              |  |

| 19 de mayo de 2004, 17:00 | Leones Morelos         | 2:5 | León                                           | Estadio Mariano Matamoros, Xochitepec |  |
|                           | Bravo 19' · Cortés 86' |     | Romero 26' · Peralta 30' 38' · Álvarez 55' 87' |                                       |  |

| 22 de mayo de 2004, 19:00          | León            | 2:2 (7:4) | Leones Morelos                  | Nou Camp, León |  |
|                                    | Álvarez 34' 44' |           | Álvarez 11' (g.p.p.) · Díaz 85' |                |  |
| León avanza a la final. Global 7-4 |                 |           |                                 |                |  |

### Final
| 26 de mayo de 2004, 20:00 | Dorados | 0:1 | León        | Estadio Carlos González y González, Culiacán |  |
|                           |         |     | Perrone 88' |                                              |  |

| 29 de mayo de 2004, 19:00                                                  | León        | 1:1 (2:1) | Dorados              | Nou Camp, León |  |
|                                                                            | Perrone 61' |           | Mercado 58' (g.p.p.) |                |  |
| León campeón del Torneo Clausura 2004 de la Primera División A. Global 2-1 |             |           |                      |                |  |

| Campeón Clausura 2004 |
| --------------------- |
| León (2.º título)     |

### Final de Ascenso
La final por el ascenso fue una reedición de la última serie del Clausura 2004, se volvieron a enfrentar los clubes León y Dorados de Sinaloa, ganando los de Culiacán por marcador global de 4 a 3 obteniendo de esta forma su ascenso a la Primera División
| Predecesor: Apertura 2003 | Temporadas de la Primera División 'A' de México Clausura 2004 | Sucesor: Apertura 2004 |